# Phil Collins
Philip David Charles "Phil" Collins (Chiswick, 30 gennaio 1951) è un cantautore, polistrumentista, produttore discografico e attore britannico, noto come artista solista e come componente del gruppo rock dei Genesis.
La sua carriera musicale ha avuto inizio alla fine degli anni '60 come batterista e seconda voce della band Flaming Youth, arrivando successivamente al grande successo come batterista dei Genesis, prima di diventarne anche cantante in seguito all'abbandono di Peter Gabriel nel 1975. Agli inizi degli anni ottanta Collins ha intrapreso la carriera da solista dando vita a una serie di album di successo come Face Value (1981), No Jacket Required (1985) e ...But Seriously (1989).
Tra attività nei Genesis, collaborazioni esterne e carriera solista, Collins è l'artista che negli anni ottanta ha ottenuto il maggior numero di hits nella Top 40. Come solista, i suoi singoli sono stati per ben sette volte primi in classifica sia negli Stati Uniti sia nel Regno Unito. Tra i suoi maggiori successi si annoverano In the Air Tonight, Against All Odds (Take a Look at Me Now), One More Night, Sussudio, Another Day in Paradise e You'll Be In My Heart, scritta per il classico Disney Tarzan e per la quale gli fu assegnato il Premio Oscar alla miglior canzone originale nel 2000.
La discografia di Phil Collins comprende otto album in studio che hanno venduto oltre 33,5 milioni di copie certificate nei soli Stati Uniti e una stima di 150 milioni di copie in tutto il mondo, facendo di lui uno degli artisti musicali con le maggiori vendite di tutti i tempi. È uno dei tre artisti, insieme a Paul McCartney e Michael Jackson, ad aver venduto oltre 100 milioni di album in tutto il mondo sia come solista che come membro principale di una band. Durante la sua carriera ha ricevuto otto Grammy Awards, un Premio Oscar, due Golden Globe, cinque BRIT Award e un Disney Legends.
Inoltre, nella classifica "I 100 migliori batteristi di tutti i tempi", stilata dalla rivista Rolling Stone nel 2016, Collins viene inserito alla posizione numero 43.

## Biografia
Nato a Chiswick, quartiere sud-occidentale di Londra, da Greville Philip Austin Collins (1907–1972), agente assicurativo, e Winifred June Strange (1913–2011), impiegata in un negozio di giocattoli e in seguito segretaria in una scuola d'arte, Collins scoprì la sua vocazione musicale all'età di 5 anni, quando gli zii gli regalarono una batteria giocattolo in occasione del Natale. Più tardi i genitori gli comprarono batterie vere, sempre più accessoriate. Da bambino, senza conoscere la notazione musicale, sviluppò un metodo per accompagnare le melodie della radio o della televisione. A 12 anni fondò il suo primo complesso.
A 14 anni entrò alla Barbara Speake Stage School, dando inizio a una carriera come attore e modello. Fece una comparsa nel film Tutti per uno dei Beatles nel 1964, sostenne un provino anche per il ruolo di protagonista nella trasposizione cinematografica di Romeo e Giulietta, diretta da Franco Zeffirelli nel 1968, parte poi assegnata a Leonard Whiting. Nel 1970 suonò le percussioni nel brano Art of Dying, contenuto nel triplo LP All Things Must Pass di George Harrison.
La sua prima incisione con la batteria giunse con i Flaming Youth nell'album ARK 2 (1969) nel quale cantò anche un paio di brani come voce solista. L'album, ispirato allo sbarco sulla Luna, non riscosse un grande successo ma la rivista Melody Maker lo definì il "migliore album pop del mese". L'anno seguente il gruppo si sciolse.

### L'ingresso nei Genesis
Nel 1970 Collins rispose a un annuncio su Melody Maker e ottenne la possibilità di un'audizione per entrare a far parte dei Genesis, che avevano già cambiato tre batteristi nel giro di due album. Recatosi in anticipo sul luogo del provino, a casa dei genitori di Peter Gabriel, in attesa del suo turno si immerse nella piscina in giardino riuscendo ad ascoltare i pezzi da suonare (facenti parte dell'album Trespass) e riuscendo a memorizzarli agevolmente. La sua abilità con lo strumento e i suoi trascorsi teatrali fecero di lui il batterista ideale per la band. Cantò come solista nella canzone For Absent Friends tratta dall’album Nursery Cryme del 1971 e nella canzone More Fool Me (che Gabriel si era rifiutato di cantare) dall'album Selling England by the Pound del 1973.
Nel 1974, per uno scambio di favori tra i Genesis e Brian Eno, Collins registrò parti di batteria per l'album Taking Tiger Mountain (By Strategy) dell'artista di Woodbridge, il quale lo avrebbe poi richiamato anche per il successivo Another Green World (1975).
Dopo aver pubblicato il doppio album The Lamb Lies Down on Broadway, nell'agosto 1975 Peter Gabriel decise di abbandonare il gruppo per intraprendere una carriera solista. Dopo oltre 400 audizioni senza esito, Collins si propose per sostituire l'ormai ex frontman della band. Esordì come unico cantante sull'album A Trick of the Tail (1976), conservando il ruolo di batterista. Per le esibizioni live i Genesis chiamarono prima Bill Bruford e successivamente Chester Thompson. A Trick of the Tail raggiunse la Top 40 negli Stati Uniti e il 3º posto nel Regno Unito, sorprendendo in positivo sia il pubblico sia la critica.
Nella prima fase dei Genesis, il ruolo di Collins nella composizione dei brani era molto minore rispetto agli altri membri del gruppo. Appartiene a lui gran parte di Lilywhite Lilith e ha contribuito in particolare alla composizione di For Absent Friends (il cui principale autore è Steve Hackett), More Fool Me (il cui principale autore è Mike Rutherford) e la seconda sezione di The Cinema Show (nata da una jam con Rutherford e Tony Banks).
Parallelamente ai Genesis, Collins entra a far parte di un progetto jazz-fusion denominato Brand X. La band registra il primo album, Unorthodox Behaviour, con Collins batterista. Tuttavia, a causa dell'enorme successo dei Genesis, molti album e tour dei Brand X vedranno l'assenza di Collins. Nello stesso periodo appare come batterista e cantante anche per il primo album da solista di Steve Hackett, Voyage of the Acolyte.
Dopo l'abbandono di Hackett, conseguente all'uscita dell'album Wind & Wuthering, i Genesis decidono di continuare come trio spostando il loro stile verso una musica più commerciale. Il gruppo ottiene il suo primo grande successo radiofonico con il singolo Follow You Follow Me, tratto dall'album ...And Then There Were Three... del 1978.

### L'esordio come solista

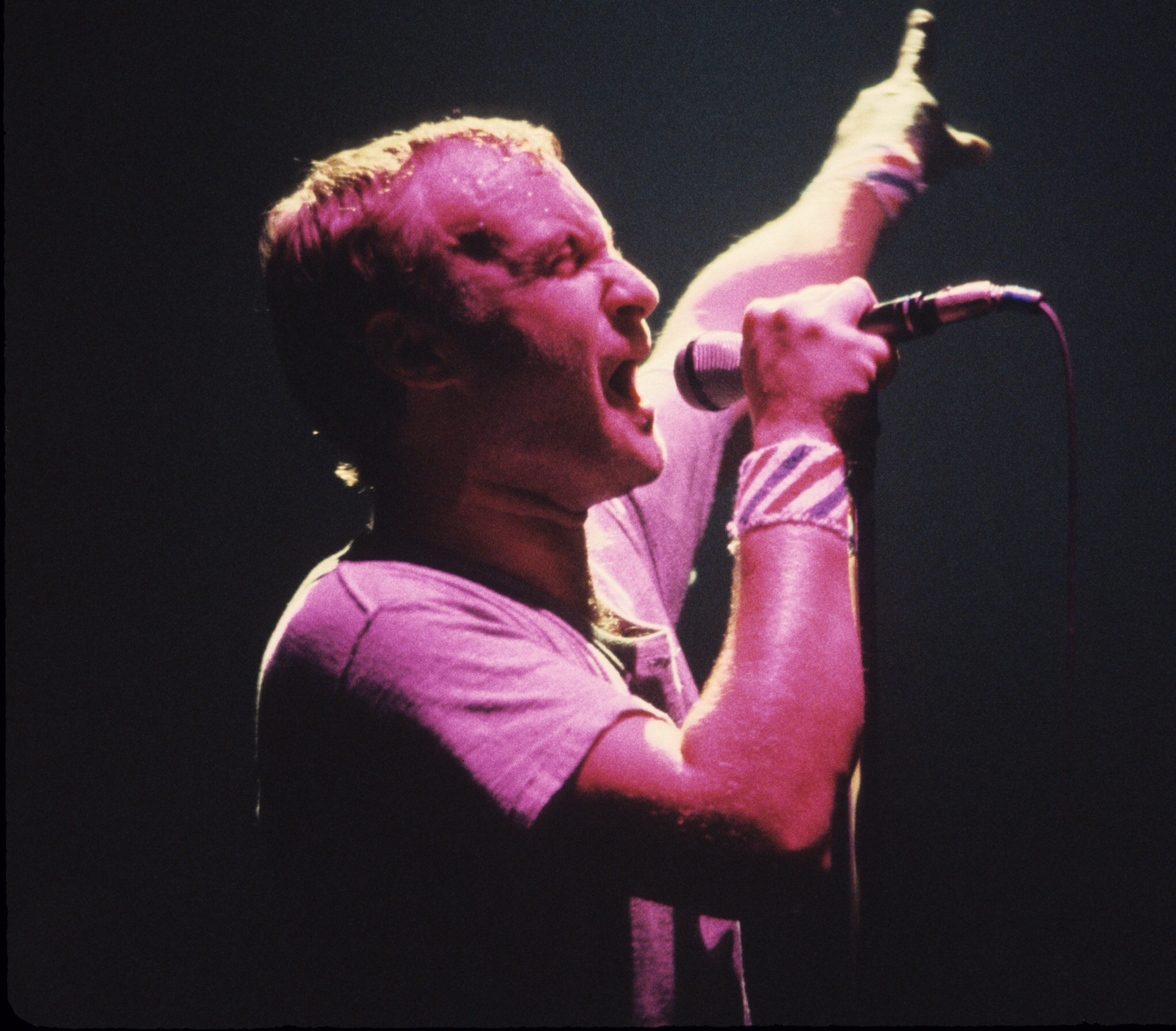
Collins in concerto nel 1981

Verso la fine degli anni settanta i Genesis si prendono una pausa, durante la quale Collins comincia ad abbozzare materiale per il suo primo album solista, Face Value, spinto da una profonda crisi seguita alla rottura del suo primo matrimonio. Il progetto viene momentaneamente accantonato in occasione delle registrazioni di Duke dei Genesis nel 1980. Face Value vede la luce nel febbraio 1981, preceduto da un singolo chiamato In the Air Tonight, influenzato dalla collaborazione di Collins l'anno precedente al terzo album di Peter Gabriel. Il brano e l'album ottengono un successo ben al di sopra delle aspettative, raggiungendo le parti alte delle classifiche praticamente di tutto il mondo, risultato fino ad allora mai ottenuto nemmeno dai Genesis. Il successo colse alla sprovvista anche lo stesso Collins, che nel frattempo si era già riunito al gruppo per la pubblicazione di Abacab avvenuta nel settembre dello stesso anno.
Il secondo lavoro solista, Hello, I Must Be Going!, pubblicato l'anno successivo, non riesce a ripetere il grande successo del precedente, nonostante la cover di You Can't Hurry Love diventi il primo singolo di Collins capace di raggiungere la vetta della classifica nel Regno Unito. Successivamente il cantante parte per il suo primo vero tour da solista, senza i Genesis. Anche in questo periodo sono molteplici le collaborazioni di Collins con altri artisti: appare infatti come produttore di Something's Going On, terzo disco registrato in proprio da Frida degli ABBA, e come batterista principale nei primi due lavori solisti di Robert Plant, Pictures at Eleven e The Principle of Moments.
Il 7 luglio del 1982 Collins è stato batterista dei Jethro Tull per una sola serata, al Prince's Trust Gala, al teatro Dominion di Londra.
Nell'ottobre 1983 i Genesis danno alle stampe l'album omonimo, anticipato dal singolo Mama, che diventa il maggior successo del gruppo nel Regno Unito.

### L'apice della fama
Il 1984 segna l'esordio cinematografico di Phil. Il batterista compone Against All Odds (Take a Look at Me Now) quale contributo alla colonna sonora del film Due vite in gioco (Against All Odds), dove il film prende parzialmente il titolo della canzone: essa diventa il primo singolo di Collins capace di arrivare fino in vetta alla Billboard Hot 100, oltre a regalare all'autore il suo primo Grammy Award (miglior interpretazione vocale pop maschile) e venire candidato come miglior canzone per gli Oscar 1985, perdendo contro I Just Called to Say I Love You di Stevie Wonder.
Nello stesso anno Collins produce il terzo disco solista del cantante Philip Bailey degli Earth, Wind & Fire, Chinese Wall, che include al suo interno un duetto tra i due artisti, Easy Lover, che raggiunge il primo posto nel Regno Unito. Inoltre collabora alla realizzazione dell'album Behind the Sun di Eric Clapton. Nel novembre 1984 si unisce al progetto benefico Band Aid creato da Bob Geldof, suonando la batteria nel singolo Do They Know It's Christmas?, distribuito allo scopo di raccogliere fondi per combattere la carenza di cibo in Etiopia.
Nel gennaio 1985 pubblica il suo lavoro di maggior successo commerciale, No Jacket Required, trascinato dai singoli Sussudio e One More Night, entrambi capaci di raggiungere il primo posto negli Stati Uniti. L'album consacra definitivamente il successo di Collins come solista, ottenendo la certificazione di disco di diamante per le vendite negli Stati Uniti. Verso la fine dell'anno ritorna nel mondo cinematografico: registra il singolo Separate Lives insieme a Marilyn Martin per il film Il sole a mezzanotte, conquistando nuovamente la vetta della classifica negli Stati Uniti, come già avvenuto con Against All Odds. Grazie a questo risultato, Collins diventa l'unico artista capace di piazzare tre singoli al primo posto durante tutto il 1985. No Jacket Required viene premiato con tre Grammy, incluso quello come miglior album dell'anno.
Il 13 luglio 1985 è uno dei protagonisti dell'evento mondiale Live Aid, nel quale Collins suona anche con i Led Zeppelin sostituendo il defunto batterista John Bonham, e riesce a esibirsi prima a Wembley, poi a Philadelphia, trasferendosi da una città all'altra in circa tre ore grazie a un volo in Concorde; iniziando il secondo concerto a Philadelphia nel pomeriggio, Collins salutò i fans dicendo: "Che strano, oggi pomeriggio ero in Inghilterra! Il mondo è strano". In quel periodo sembrava chiaro che la popolarità di Collins come solista stesse mettendo in secondo piano quella dei Genesis, tuttavia il cantante dichiarò esplicitamente di non voler lasciare il gruppo.
Nel giugno 1986 i Genesis fanno il loro ritorno con l'album Invisible Touch, anticipato dal singolo omonimo che diventa l'unico brano del gruppo capace di raggiungere il primo posto negli Stati Uniti. La band riceve un Grammy e una nomination agli MTV Video Music Awards per il videoclip del brano Land of Confusion, dove lo stesso Collins compare in una sua caricatura, nella curiosa veste di pupazzo. Il tour mondiale legato all'album tocca il suo apice con le quattro serate consecutive tenute al Wembley Stadium di Londra nel luglio 1987.
Nel 1988 Collins recita come attore protagonista nel film Buster, che racconta la grande storia d'amore tra uno dei criminali della famosa rapina al treno postale Londra-Glasgow del 1963 e la sua ragazza. Per l'occasione contribuisce alla colonna sonora interpretando una nuova versione del classico A Groovy Kind of Love, che raggiunge il primo posto delle classifiche sia nel Regno Unito sia negli Stati Uniti. Esegue inoltre il brano Two Hearts con cui si aggiudica un Golden Globe e una nuova nomination agli Oscar. Il film viene accolto tiepidamente dalla critica, tuttavia la performance recitativa di Collins e la colonna sonora ricevono ottimi riscontri.
Nel novembre 1989 esce il quarto disco da solista ...But Seriously, che si rivela l'ennesimo grande successo, grazie soprattutto al singolo di lancio Another Day in Paradise, nel quale tratta il tema della povertà. Il brano raggiunge il primo posto in diversi paesi tra cui Regno Unito, Australia, Stati Uniti, Germania, Paesi Bassi, Svizzera e Italia, e viene inoltre premiato con un Grammy. Altro singolo che contribuisce al successo dell'album è la ballata I Wish It Would Rain Down, registrata con la collaborazione di Eric Clapton alla chitarra. Il nuovo lavoro viene supportato da un tour durato otto mesi durante il quale viene registrato l'album dal vivo Serious Hits... Live!.
Nel 1991, dopo una pausa di cinque anni, i Genesis si riuniscono per la pubblicazione dell'album We Can't Dance, che sarà l'ultimo registrato assieme a Collins. Il disco presenta singoli come I Can't Dance, Hold on My Heart, Jesus He Knows Me e No Son of Mine. Il tour che ne segue vede i Genesis registrare il tutto esaurito a Knebworth, davanti al più folto pubblico da loro mai richiamato nel Regno Unito.

### L'abbandono dei Genesis e nuovi progetti

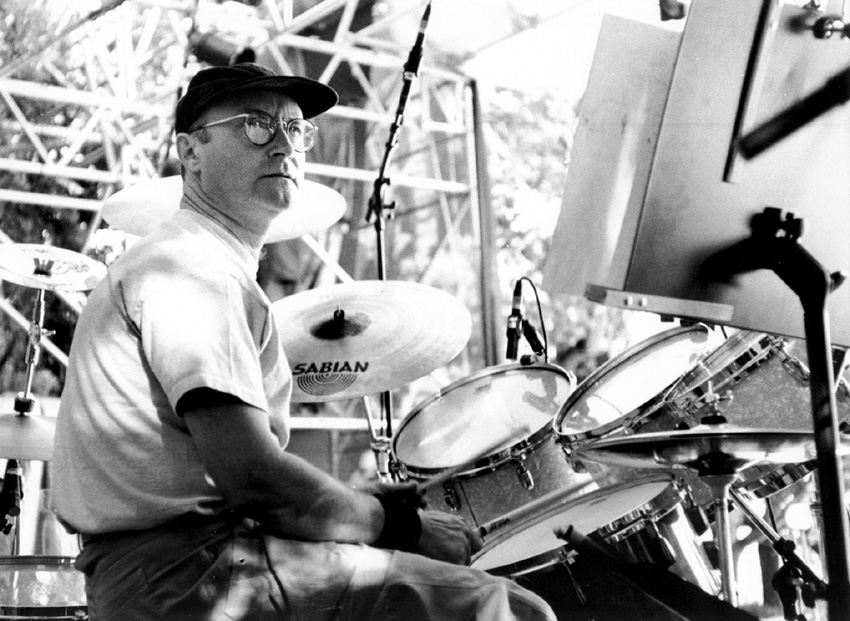
Collins all'Umbria Jazz Festival di Perugia nel 1996

Nel novembre 1993 viene pubblicato Both Sides, contenente undici canzoni interamente scritte, suonate e prodotte da Collins nello studio-casa del Surrey. L'album, il più personale mai pubblicato dall'autore che tuttora lo ritiene il suo preferito, segna un primo declino nelle vendite, ma non nel successo dei concerti: il tour attraversa tutti i cinque continenti in tredici mesi. Nonostante non l'avesse resa ancora pubblica, in quel periodo il musicista aveva già maturato la decisione di lasciare i Genesis per concentrarsi sulla carriera solista.
Nel 1996 Collins annuncia l'abbandono dei Genesis, che senza di lui incideranno un solo altro album, con scarsa fortuna. Lo stesso anno pubblica Dance into the Light, che registra una fredda accoglienza di pubblico e critica, tuttavia il tour che lo segue si rivela ancora un enorme successo. Nel frattempo il musicista mette insieme un progetto jazz denominato The Phil Collins Big Band, con cui registra l'album dal vivo A Hot Night in Paris. Nel 1996 a Perugia, assieme al batterista di successo Marco Pellegrini e la sua Stix, esalta il pubblico di Umbria Jazz. Nell'ottobre 1998 viene pubblicata la prima antologia interamente dedicata a Collins, ...Hits.
Il 1999 vede un leggero ritorno di popolarità per il cantante. Collins e Gabriel si riuniscono brevemente agli altri membri dei Genesis per registrare una nuova versione del brano The Carpet Crawlers per la raccolta Turn It On Again: The Hits. Inoltre, nello stesso anno, Collins compone la colonna sonora del film d'animazione Disney Tarzan. Il brano principale della pellicola, You'll Be in My Heart, ottiene un buon successo e viene inciso dall'autore stesso in lingua inglese, italiana, francese, tedesca e spagnola. La canzone regala a Collins un Golden Globe e il suo primo e unico premio Oscar. Il 16 giugno 1999 il nome di Collins viene iscritto nella Hollywood Walk of Fame.
A partire dai primi anni duemila, Collins rallenta la sua attività musicale, anche a causa di problemi all'udito che rendono problematica la sua partecipazione a lunghi tour. Nel novembre 2002 viene pubblicato il settimo album in studio, Testify, che si rivela tuttavia il minor successo nella carriera del cantante. Anche a causa dei problemi di salute, il disco è seguito da tre soli concerti promozionali, ma tra il 2004 e il 2005 il First Final Farewell Tour riporta il nome di Phil Collins sui palcoscenici internazionali con tre brevi giri di concerti per quello che, nonostante il nome scherzoso, è in effetti un tour di addio alle esibizioni dal vivo in grande scala.
Nello stesso periodo Collins ritorna a collaborare con la Disney per la colonna sonora del film Koda, fratello orso nel 2003 (cantò anche nella versione italiana il brano Il mio cammino), oltre che per l'adattamento musical di Tarzan, che debutta a Broadway nel 2006.

### La re-union dei Genesis e il ritiro

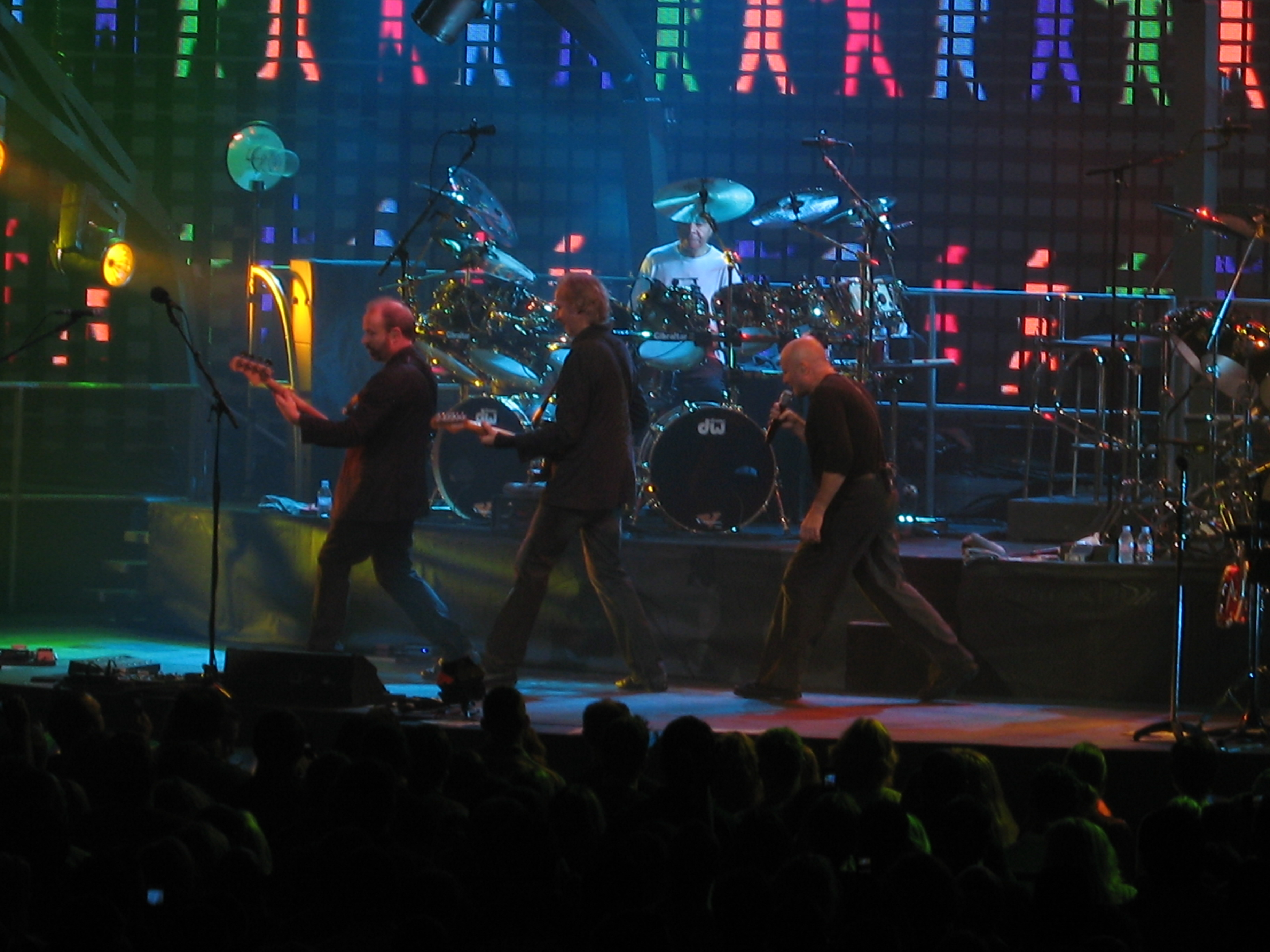
Collins in concerto con i Genesis a Philadelphia nel 2007

Ciclicamente si ripropongono voci che vorrebbero Collins nuovamente nei Genesis come batterista e Gabriel nel ruolo di cantante. Nonostante in varie interviste diversi membri del gruppo, e lo stesso Collins, si siano spesso dichiarati possibilisti in proposito, nulla di concreto si realizza fino a novembre 2006, quando i Genesis indicono una conferenza stampa ufficiale per annunciare la tanto attesa riunione, dopo che Gabriel e Hackett non si sono dichiarati disponibili al momento.
L'estate 2007 vede quindi Collins, Banks e Rutherford suonare di nuovo insieme per un tour in Europa e in America che rinverdisce i vecchi fasti del gruppo e il cui picco è il concerto gratuito al Circo Massimo di Roma davanti ad oltre mezzo milione di spettatori, pubblicato successivamente nel DVD When in Rome nel 2008.
Il 19 ottobre 2009 Collins dichiara di non poter più suonare la batteria, a causa della perdita di sensibilità alle mani, dopo un'operazione chirurgica a una vertebra.
Nel marzo 2010 Collins viene introdotto nella Rock and Roll Hall of Fame come membro dei Genesis durante una cerimonia a New York City.
A otto anni di distanza dall'ultimo lavoro da solista, il 13 settembre 2010 esce l'album di cover Going Back, un omaggio dell'artista alla musica soul anni sessanta che ha segnato particolarmente la sua giovinezza. Il nuovo lavoro viene accolto dalla critica in maniera migliore rispetto ai precedenti.

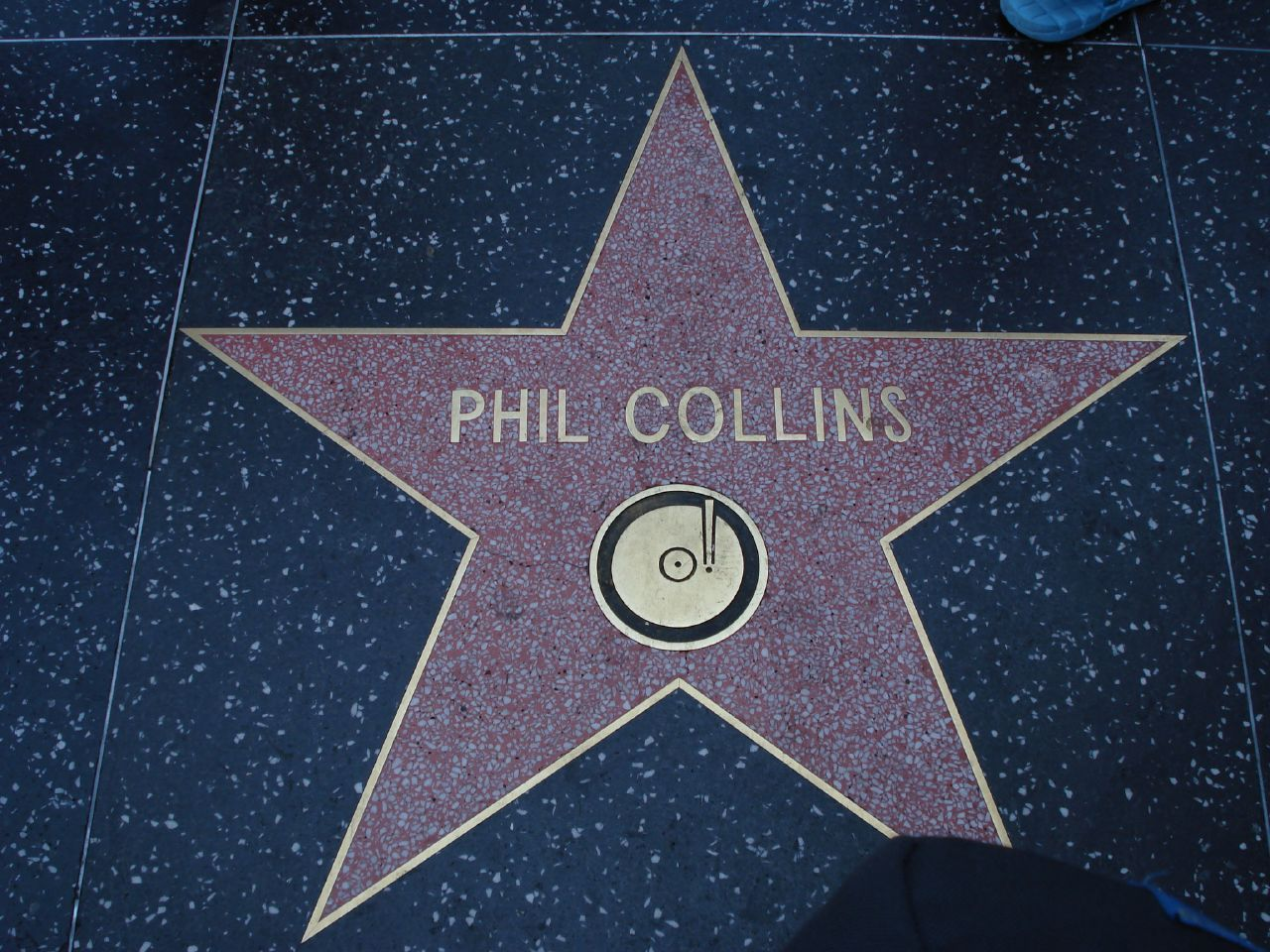
La stella dedicata a Phil Collins sulla Hollywood Walk of Fame

Nel marzo del 2011 Collins annuncia ufficialmente il suo ritiro dalle scene musicali, dovuto a problemi di salute e alla voglia di dedicarsi maggiormente alla propria famiglia.
In un'intervista rilasciata a novembre del 2013, dichiara di aver preso in considerazione la decisione di ritornare sulla scena musicale e inoltre ha affermato anche la possibilità di una re-union dei Genesis per un tour; a questo proposito si è espresso così: «Ho iniziato a pensare di fare cose nuove. Forse alcuni show anche con i Genesis. Tutto è possibile. Potremmo andare in tour in Australia e in Sud America. Non siamo ancora stati lì.»

### Il ritorno sulle scene
Nel maggio 2015 Collins firma un contratto con la Warner Music Group per la rimasterizzazione dei suoi otto album solisti e la pubblicazione di materiale inedito. Nell'ottobre dello stesso anno il musicista annuncia ufficialmente il suo ritorno sulle scene. Durante il 2016 vengono distribuite le nuove versioni dei suoi album, contenenti tracce bonus inedite e nuove copertine in cui Collins "invecchiato" si fa ritrarre nelle stesse pose che aveva nei dischi originali.

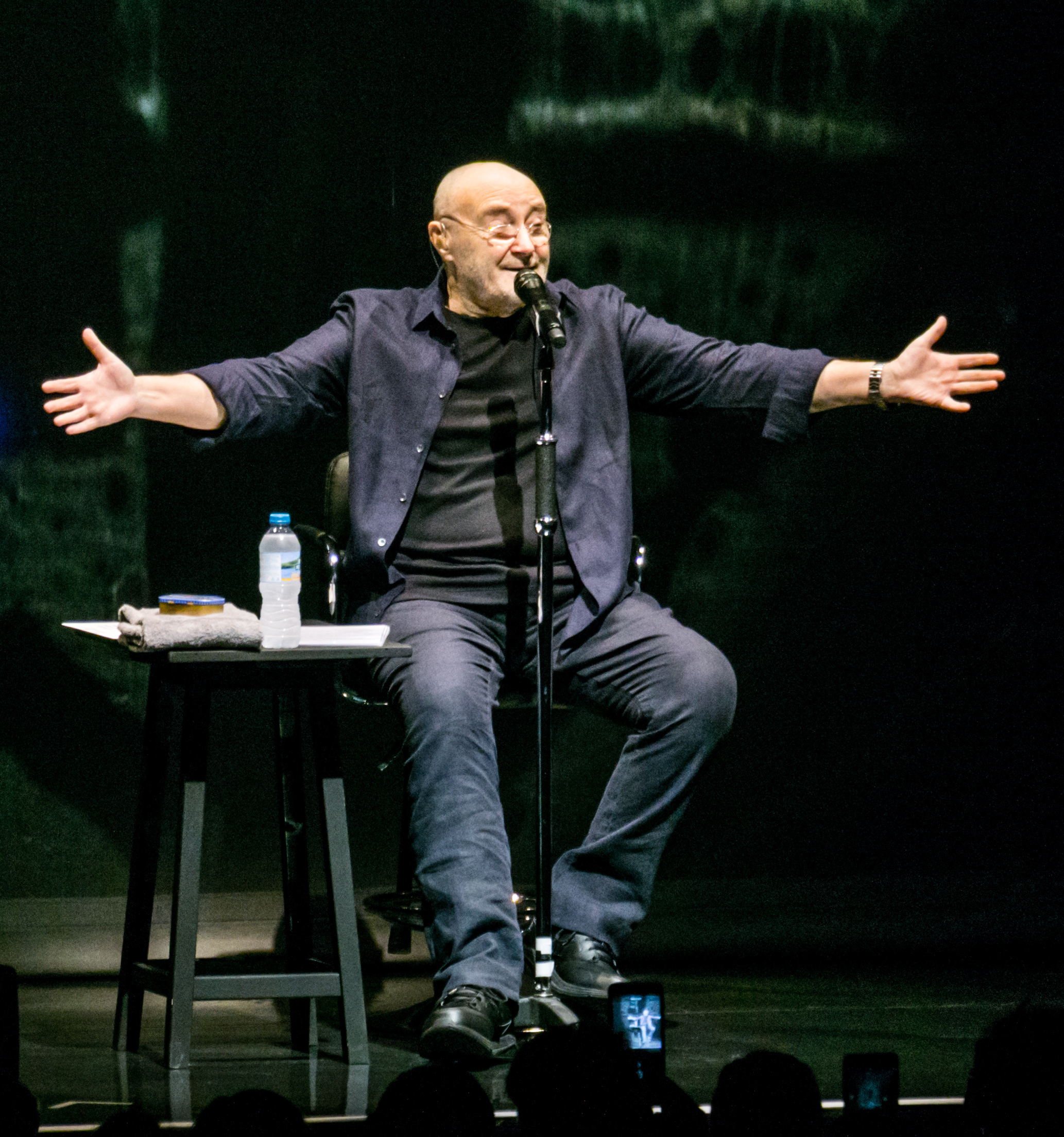
Phil Collins in concerto al Royal Albert Hall nel 2017

Il 29 agosto 2016 Collins si esibisce durante la cerimonia inaugurale degli US Open 2016 all'Arthur Ashe Stadium, prima con In the Air Tonight e successivamente su Easy Lover in duetto con Leslie Odom Jr..
Il 25 ottobre 2016 il musicista pubblica la sua prima autobiografia ufficiale, Not Dead Yet (edita in Italia con il titolo No, non sono ancora morto), in cui propone un racconto sincero e toccante soprattutto dei problemi privati che lo hanno segnato negli ultimi anni. Lo stesso mese Collins annuncia anche il suo ritorno all'attività concertistica per un mini tour europeo che prevede una serie di date alla Royal Albert Hall di Londra, alla Lanxess Arena di Colonia e alla AccorHotels Arena di Parigi per l'estate del 2017. Dopo che i biglietti per le cinque date alla Royal Albert Hall sono andati sold-out in 15 secondi, Collins ha annunciato il suo più grande show di sempre come solista all'Hyde Park di Londra per il 30 giugno 2017.
Nel 2018 viene annunciata l'uscita di Plays Well with Others, una nuova antologia formata da quattro album con le collaborazioni più importanti che hanno caratterizzato la carriera di Collins.
Il 20 settembre 2021 prende il via il tour della reunion dei Genesis, The Last Domino?, presso l'Utilita Arena di Birmingham. Phil Collins partecipa seduto su una sedia e con l'aiuto di due coristi, Daniel Pearce e Patrick Smyth .
Il 26 marzo 2022, durante l'ultimo concerto del tour alla O2 Arena di Londra, Collins si presenta sul palco camminando con l'aiuto di un bastone e annuncia il suo ritiro definitivo dalle scene, a causa dei problemi alla schiena che non gli consentono più di suonare.
(Phil Collins, 26 marzo 2022 alla O2 Arena, Londra)

## Apparizioni cinematografiche e televisive
Phil Collins ha interpretato Buster, un film del 1988 diretto da David Green che narra la storia del noto ladro londinese Buster Edwards e del suo ruolo nell'assalto al treno postale Glasgow-Londra del 1963.
Phil Collins è apparso in un cameo nel film di Steven Spielberg Hook - Capitan Uncino (1991) e nel docu-drama sull'AIDS Guerra al virus (1993). Ha interpretato il ruolo del protagonista in Scherzi maligni, che ha concorso per la Palma d'oro al Festival di Cannes 1993. Ha inoltre prestato la sua voce per due film di animazione: Balto (1995) e Il libro della giungla 2 (2003). Un progetto a lungo discusso, ma mai completato è stato un film intitolato The Three Bears, che prevedeva la partecipazione di Collins, Danny DeVito e Bob Hoskins; il musicista stesso ha più volte menzionato tale film, nonostante non sia mai stata scritta una relativa sceneggiatura.
La musica di Collins è presente nel film American Psycho, in cui lo psicotico protagonista Patrick Bateman (interpretato da Christian Bale) viene ritratto come un fan ossessivo che legge significati profondi nei suoi lavori, in particolare con i Genesis, mentre descrive la sua carriera da solista come "più commerciale, e quindi più soddisfacente in senso più ristretto". Bateman pronuncia un monologo lodando Collins e i Genesis nel corso di una sequenza in cui ingaggia i servizi di due prostitute con in sottofondo i brani In Too Deep e Sussudio.
Nel 1985 ha partecipato come guest star alla serie TV Miami Vice, in un episodio intitolato "Phil the Shill" (ep. 2x12) dove interpretava il ruolo di un artista della truffa che riesce a imbrogliare il detective Stanley Switek (Michael Talbott). In quel periodo Collins è apparso anche in alcuni sketch dello show britannico The Two Ronnies. Ha anche condotto per due anni consecutivi la cerimonia televisiva dei Billboard Music Award, nel 1992 e nel 1993.
Collins ha interpretato sé stesso nel videogioco della Rockstar Games GTA: Vice City Stories nel 2006, in una missione in cui è richiesto di proteggerlo prima e dopo un suo concerto. Nello stesso gioco sono presenti due suoi successi, In the Air Tonight e Easy Lover, trasmessi rispettivamente da Radio Emotion 98,3 e da Radio Flash FM. In the Air Tonight è stata inoltre utilizzata nel film Una notte da leoni e come base musicale per uno spot di Cadbury dove compare un gorilla che suona la batteria. Tutta questa pubblicità ha anche aiutato il brano a rientrare in classifica dopo anni, fino a raggiungere il primo posto in Nuova Zelanda nel luglio 2008.
Il cantante è stato ritratto in una puntata del cartone satirico South Park, mentre tiene stretto l'Oscar vinto con il brano You'll Be in My Heart nel 2000, che proprio quell'anno sconfisse nella stessa categoria Blame Canada tratto da South Park - Il film: più grosso, più lungo & tutto intero. Nella stessa serie una collina nei pressi della cittadina è chiamata "Collina Phil Collins".
Collins viene menzionato anche in un episodio della serie Psych, in riferimento alla sua somiglianza fisica con il padre del protagonista Shawn Spencer, Henry, interpretato da Corbin Bernsen.

## Vita privata
Collins è stato sposato con Andrea Bertorelli dal 1975 al 1980. I due si sono conosciuti all'età di 11 anni mentre frequentavano la stessa scuola, prima che lei si trasferisse a vivere con la famiglia in Canada all'età di 18 anni. Si reincontrarono dopo un concerto dei Genesis a Vancouver, e si sposarono in Inghilterra quando entrambi avevano 24 anni. I due hanno un figlio, Simon Collins, che è in seguito divenuto noto come cantante e batterista della band progressive rock Sound of Contact. Collins ha inoltre adottato la figlia della Bertorelli, Joely, diventata poi attrice e produttrice cinematografica. Dalla fine del primo matrimonio di Collins è scaturita gran parte del materiale presente nel suo album di debutto solista Face Value.
Durante una puntata di Top of the Pops del 1981, Phil Collins eseguì la canzone In the Air Tonight con un secchio e un pennello sul pianoforte. L'ex moglie si era legata affettivamente a un decoratore.
Collins ha incontrato la sua seconda moglie, l'americana Jill Tavelman, nel 1980. I due sono stati sposati dal 1984 al 1996. Hanno avuto una figlia, Lily Collins, nata nel 1989.
Collins si è sposato una terza volta con la svizzera Orianne Cevey, nel 1999. La coppia ha due figli, Nicholas e Matthew. Per anni i due hanno vissuto a Begnins, in Svizzera, in una casa affacciata sul Lago Lemano precedentemente appartenuta all'ex campione automobilistico Jackie Stewart. Dopo il divorzio avvenuto nel 2008, Collins ha continuato a vivere in Svizzera, a Féchy, mantenendo tuttavia una casa a New York City e un'altra a Dersingham, in Inghilterra. Il divorzio con la sua ultima moglie è costato a Collins circa 25 milioni di sterline, ed è diventata la separazione più cara mai capitata a una celebrità britannica. Successivamente l'ex moglie si è trasferita a Miami con i due figli nati dal matrimonio, conducendo Collins a un lungo periodo di depressione, in cui il cantante ha ammesso di aver abusato pesantemente di alcol e di aver pensato al suicidio. Nel 2015 Collins si è spostato a Miami per restare maggiormente vicino alla propria famiglia, vivendo in una casa separata che in precedenza era appartenuta a Jennifer Lopez. Nel gennaio 2016, Collins ha annunciato il suo ricongiungimento con la Cevey e i due si sono trasferiti in una nuova casa a Miami per vivere assieme, ma quattro anni più tardi, nell'ottobre 2020, il cantante ha presentato un avviso di sfratto contro la donna dopo che lei aveva segretamente sposato un altro uomo in agosto. Pochi mesi dopo Collins ha venduto la sua casa a Miami per 39 milioni di dollari.
Collins ha per anni collezionato una lunga serie di cimeli relativi alla famosa Battaglia di Alamo di San Antonio, Texas (1836). Il cantante è intervenuto anche in diversi eventi e conferenze relative all'evento. Nel 2014 ha deciso di donare l'intera sua collezione allo Stato del Texas, venendo per questo nominato texano onorario dal legislatore statale. Un altro hobby che Collins si diverte a coltivare nel tempo libero è quello relativo al modellismo ferroviario, condiviso con i colleghi Rod Stewart e Eric Clapton.
Nel 2011 è stato stimato che Phil Collins possiede un patrimonio di oltre 115 milioni di sterline, facendo di lui uno dei venti uomini più ricchi nel settore della musica britannica. Risulta inoltre il secondo batterista più ricco del mondo, dietro solo a Ringo Starr.

## Critiche

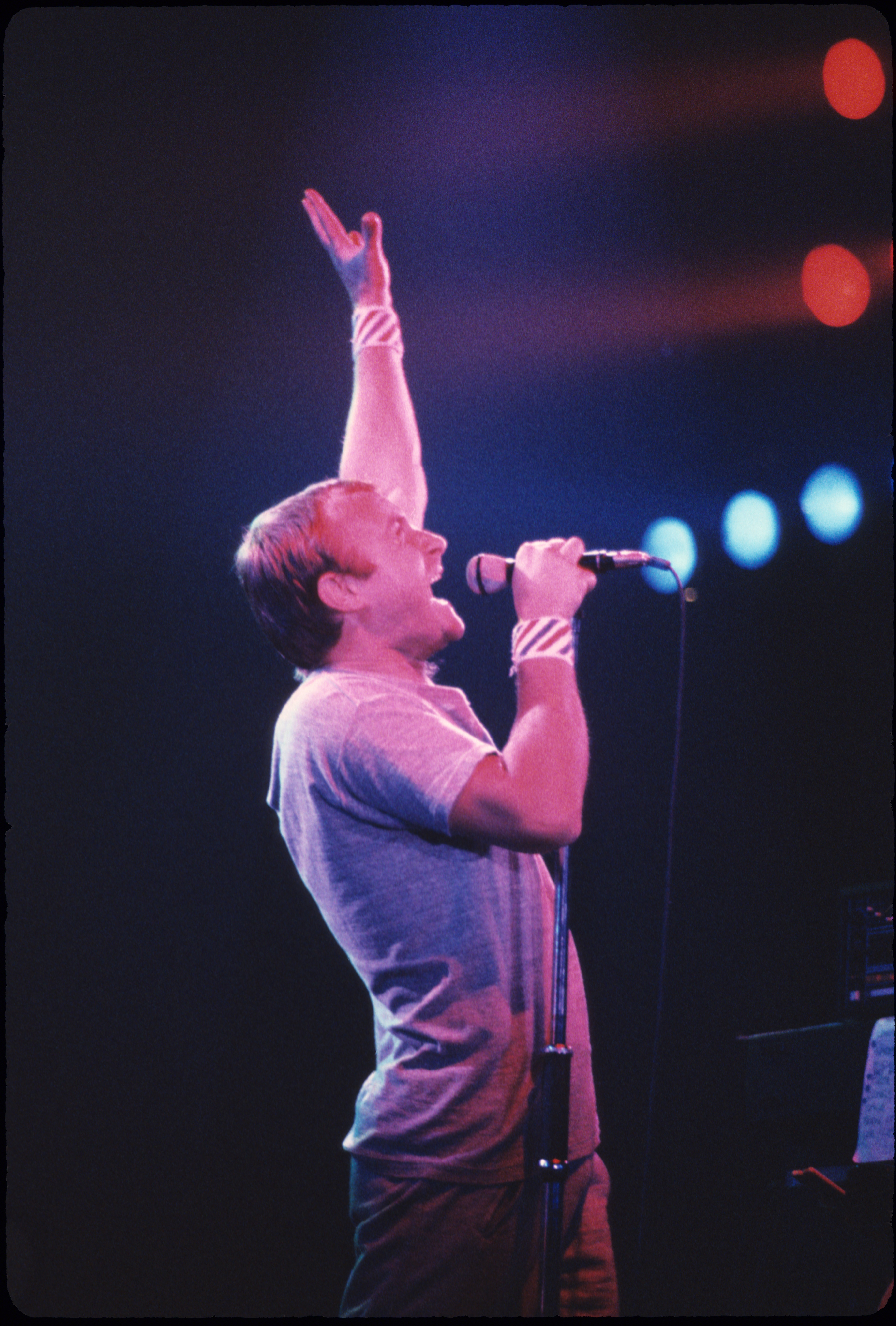
Collins in concerto coi Genesis nel 1981

Nel corso della sua carriera Collins è stato più volte attaccato dalla stampa specializzata. La maggior parte delle critiche riguardava l'esagerata esposizione mediatica da lui ricevuta nel corso degli anni ottanta e dei primi anni novanta, in parallelo a una proposta musicale ritenuta sempre meno interessante e degna di nota. Egli venne accusato soprattutto di aver convertito il sound storico dei Genesis in un mero pop commerciale da classifica. The Daily Telegraph lo ha addirittura definito "l'uomo più odiato del rock", mentre FHM come "la pop star che non piace a nessuno". La rivista The Guardian ha invece descritto la musica di Collins come "indigeribile" e "perfettamente vuota", paragonandola negativamente a quella dei contemporanei Pet Shop Boys e The Human League; ha inoltre definito il popolare album No Jacket Required (1985) come "inascoltabile al giorno d'oggi", riservando particolari critiche al brano Sussudio.
Un episodio che ha destato forte contestazione è stato il volo in Concorde fatto dal musicista per spostarsi da Londra a Philadelphia durante il Live Aid. Collins è stato anche tacciato di ipocrisia per aver trattato tematiche delicate in brani quali Another Day in Paradise, senza tuttavia aver mai fatto qualcosa di veramente importante per i senzatetto. Pure la sua partecipazione di attore protagonista in Buster è stata al centro di diverse polemiche, soprattutto dopo che il Principe Carlo e la Principessa Diana declinarono un invito alla première del film accusando il film di avere come tema centrale il romanticizzare il crimine. Nemmeno la vita privata di Collins è stata risparmiata, soprattutto in seguito alla scelta del cantante di porre fine al suo matrimonio con la seconda moglie Jill Tavelman con l'invio di un fax; un messaggio spedito da Collins che riguardava l'accesso alla loro figlia Lily venne riportato sulla copertina del The Sun nel 1994. Inoltre, secondo alcuni, Collins avrebbe deciso di abbandonare il Regno Unito per eludere le tasse, in protesta per la vittoria del Partito Laburista alle elezioni generali britanniche del 1997. Il cantante tuttavia ha chiarito che l'unico motivo alla base del suo trasferimento in Svizzera era che Orianne Cevey, la sua nuova compagna, viveva lì.
Nel 1985 Collins si rese suo malgrado protagonista di uno degli episodi più imbarazzanti nella storia degli Oscar; l'artista fu candidato per la miglior canzone con Against All Odds (Take a Look at Me Now) ma non gliela fecero cantare durante la cerimonia di premiazione, accampando la scusa che non era "uno del cinema", salvo poi lasciar suonare Stevie Wonder che quell'Oscar lo vinse con I Just Called to Say I Love You. Collins rimase seduto in platea contrariato nel vedere la ballerina Ann Reinking eseguire il brano al posto suo. In quell'occasione la critica prese nettamente le difese di Collins e descrisse quella della Reinking come una "interpretazione assurdamente inetta". Il Los Angeles Times scrisse che la Reinking aveva "svolto un incredibile lavoro di completa distruzione nei confronti di una bella canzone". Collins avrebbe ironicamente introdotto il brano in alcuni suoi concerti successivi commentando: "Sono spiacente che la signorina Ann Reinking non possa essere qui stasera; credo che mi tocchi cantare il mio stesso brano".
Il The Guardian ha voluto sottolineare come Collins rientri tra quei numerosi artisti pop che "non sono soliti prendersi sul serio", ma che loro malgrado "vengono innalzati a livello di dei". NME ha invece detto di trovarsi in disaccordo con il ruolo di "cattivo" che la stampa aveva cucito addosso a Collins. Rolling Stone ha aggiunto che il musicista è stato "ingiustamente e inspiegabilmente diffamato". David Sheppard della BBC ha scritto nel 2010: "Certo, Collins si è talvolta reso colpevole di essersi attirato facilmente critiche pesanti (per esempio, con la faccenda autocelebrativa del Concorde per il Live Aid, i testi imbarazzanti di Another Day in Paradise, Buster, ecc.) ma, ciononostante, il catalogo dell'occasionale cantante dei Genesis è così sostanziale e le sue hit così abbondanti che è da miopi liquidarlo semplicemente come un produttore altezzoso di ballate strazianti e romantiche buone per il ceto medio".
Negli ultimi anni Collins ha cercato di ricucire il rapporto con la critica, ammettendo la sua "onnipresenza" e il conseguente fatto di esser sembrato "fastidioso". Ha inoltre riconosciuto di essere disprezzato da molte persone e ha detto di credere che questa sia una conseguenza dell'eccessiva esposizione radiofonica riscontrata all'epoca dalla sua musica. In un'intervista del 2011 ha ammesso: "Il fatto che la gente era diventata così stufa di me non è stata davvero colpa mia... Non c'è da stupirsi che la gente abbia cominciato a odiarmi. Mi dispiace di aver ottenuto così tanto successo. Sinceramente non volevo andasse in quel modo!". Collins ha anche detto di capire le lamentele dei fan relative alla svolta musicale intrapresa dai Genesis nel periodo che lo vedeva coinvolto come cantante del gruppo, tuttavia ha sempre negato l'idea che il suo ritiro dalle scene sia stato condizionato dalla cattiva opinione pubblica da lui riscontrata.
In qualità di batterista è stato citato come importante punto di riferimento da Taylor Hawkins (Foo Fighters), Mike Portnoy (Dream Theater), e Neil Peart (Rush). Diverse testate hanno inserito il suo nome tra quelli dei batteristi più influenti al mondo. Collins è inoltre diventato una figura iconica all'interno della musica urban americana, influenzando artisti come Kanye West, Alicia Keys e Beyoncé. Le sue canzoni sono state campionate da molteplici artisti hip hop e R&B, alcuni dei quali gli hanno addirittura dedicato un intero album tributo intitolato Urban Renewal nel 2001. Altri colleghi che hanno espresso pubblicamente stima nei confronti di Phil Collins sono stati Ozzy Osbourne, David Crosby, Brian May, e Robert Plant. Anche i critici più duri si sono comunque trovati costretti a riconoscere il suo innegabile talento musicale.

## Attivismo
Nel febbraio 2000, Phil e sua moglie Orianne hanno dato vita alla Little Dreams Foundation, un'organizzazione no-profit che aiuta i bambini dai 4 ai 16 anni fornendo lezioni nei campi della musica, dell'arte e dello sport. Collins ha preso l'iniziativa dopo aver ricevuto lettere in cui alcuni bambini gli domandavano in che modo fosse possibile entrare nel settore della musica. Tra gli insegnanti che hanno collaborato con la fondazione si ricordano Tina Turner e Natalie Cole.

## Discografia

### Con i Genesis
- 1971 – Nursery Cryme
- 1972 – Foxtrot
- 1973 – Genesis Live (album dal vivo)
- 1973 – Selling England by the Pound
- 1974 – The Lamb Lies Down on Broadway
- 1976 – A Trick of the Tail
- 1976 – Wind & Wuthering
- 1977 – Seconds Out (album dal vivo)
- 1978 – ...And Then There Were Three...
- 1980 – Duke
- 1981 – Abacab
- 1982 – Three Sides Live (album dal vivo)
- 1983 – Genesis
- 1986 – Invisible Touch
- 1991 – We Can't Dance
- 1992 – The Way We Walk, Volume One: The Shorts (album dal vivo)
- 1993 – The Way We Walk, Volume Two: The Longs (album dal vivo)
- 2007 – Live Over Europe 2007 (album dal vivo)

### Solista
Album in studio
- 1981 – Face Value
- 1982 – Hello, I Must Be Going!
- 1985 – No Jacket Required
- 1989 – ...But Seriously
- 1993 – Both Sides
- 1996 – Dance into the Light
- 2002 – Testify
- 2010 – Going Back

Album dal vivo
- 1990 – Serious Hits... Live!
- 1999 – A Hot Night in Paris (registrato con The Phil Collins Big Band)

Raccolte
- 1998 – ...Hits
- 2004 – Love Songs: A Compilation... Old and New
- 2016 – The Singles - Disponibile nelle versioni 2 CD, 3 CD e 4 dischi in vinile.
- 2018 – Plays Well With Others - Scatola da 4 CD

### Principali collaborazioni
- 1973 – Peter Banks – Two Sides of Peter Banks (batteria nei brani Battles, Knights-Reprise, Stop That! e Get Out Of My Fridge)
- 1974 – Brian Eno – Taking Tiger Mountain (By Strategy) (batteria nel brano Mother Whale Eyeless)
- 1975 – Steve Hackett – Voyage of the Acolyte (voce e batteria)
- 1976 – Thin Lizzy – Johnny the Fox (percussioni)
- 1979 – Robert Fripp – Exposure (batteria nei brani Disengage e North Star)
- 1980 – Mike Oldfield – QE2 (batteria nei brani Taurus 1 e Sheba)
- 1980 – Peter Gabriel - Peter Gabriel (Melt) (batteria)
- 1980 – John Martyn – Grace and Danger (batteria e cori)
- 1982 – Robert Plant – Pictures at Eleven (batteria)
- 1985 – Eric Clapton – Behind the Sun (batteria nel brano Just Like A Prisoner)
- 1986 – Paul McCartney – Press to Play (batteria)
- 1986 – Tina Turner – Break Every Rule (batteria nei brani Typical Male e Girls)
- 1989 – Tears for Fears – The Seeds of Love (batteria nel brano Woman In Chains)
- 1993 – David Crosby – Thousand Roads (co-autore, produttore, batteria, tastiere e cori nel brano Hero)
- 1995 – Quincy Jones – Q's Jook Joint (voce nel brano Do Nothin' Till You Hear From Me)
- 1995 – The Manhattan Transfer – Tonin' (voce nel brano Too Busy Thinking About My Baby)
- 2001 – Lil' Kim – In The Air Tonight (voce ospite)
- 2011 – John Martyn – Heaven And Earth (cori e synth)
- 2015 – B.B. King – The Album (voce nei brani Intro: Why I Sing The Blues e The Thrill Is Gone presenti nel DVD)
- 2017 – Nathan East – Reverence (batteria nel brano Serpentine Fire)

## Filmografia

### Cinema
- Tutti per uno (A Hard Day's Night), regia di Richard Lester (1964)
- Citty Citty Bang Bang (Chitty Chitty Bang Bang), regia di Ken Hughes (1967)
- Buster, regia di David Green (1988)
- Hook - Capitan Uncino (Hook), regia di Steven Spielberg (1990)
- Scherzi maligni (Frauds), regia di Stephan Elliott (1993)

### Televisione
- Miami Vice – serie TV, episodio 2x11 (1985)
- Guerra al virus (And the Band Played On), regia di Roger Spottiswoode – film TV (1993)
- New York Undercover – serie TV, episodio 3x10 (1996)
- The Naked Brothers Band – serie TV, episodi 2x13-2x15 (2008)

### Doppiatore
- Balto, regia di Simon Wells (1995)
- Il libro della giungla 2 (The Jungle Book 2), regia di Steve Trenbirth (2003)

## Doppiatori italiani
Nelle versioni in italiano dei suoi film, Phil Collins è doppiato da:
- Nino Prester in Hook - Capitan Uncino
- Oreste Rizzini in Scherzi maligni
- Carlo Cosolo in Guerra al virus

Come doppiatore è sostituito da:
- Pino Quartullo in Balto
- Christian Iansante in Il libro della giungla 2